# José Belizón Tocino
José Belizón Tocino (Puerto Real, (Cádiz), 28 de octubre de 1930 - Cádiz, 27 de noviembre de 1997) fue un pintor español nacido en una familia humilde y dotado para el dibujo desde niño. Vivió su más temprana infancia durante la guerra civil española. Fue completamente autodidacta y, desde muy pronto, tuvo contacto con otros artistas como Pierre de Matheu. Simultaneó la actividad artística con su trabajo como forjador en los astilleros de Puerto Real. Casado con María Ligero Bernal, tuvo once hijos.
Trabajó principalmente con el óleo en su obra, así como con el pastel y otros materiales y técnicas como el fresco. Su obra incluye bodegones, retratos, paisajes, marinas, etc. Trabajó también la forja artística, cuyas técnicas aprendió de su trabajo como forjador. Igualmente, realizó obras de restauración de cuadros y esculturas. Destacan igualmente las obras de temática religiosa que realizó para algunas cofradías. Sus principales referencias artísticas se encuentran en la pintura barroca, con Velázquez, Murillo o Zurbarán, y otros como Goya.
Durante su vida, realizó varias exposiciones, tanto individuales como colectivas, en diversas salas de la provincia de Cádiz. En el año 1983 recibió el encargo por parte del Ayuntamiento de Puerto Real de un cuadro para conmemorar el quinto centenario de la fundación de la ciudad por los Reyes Católicos en 1483. Dicha obra en óleo, de grandes dimensiones, que presidía el salón de plenos de la antigua Casa Consistorial de Puerto Real, mostraba una alegoría del momento de la fundación de la localidad, con una escena en la que aparecen lugares conocidos de la ciudad como el pinar de Las Canteras o Matagorda.
Tras su fallecimiento en 1997, se organizó una exposición-homenaje que incluyó un gran número de obras. Actualmente, una calle de su localidad natal, Puerto Real, lleva su nombre. Sus obras están repartidas entre propietarios públicos y privados de España y otros países europeos.   
- Datos: Q3186198